# Восковницевые
Воско́вницевые, или Ми́риковые (лат. Myricáceae) — небольшое семейство кустарников и некрупных деревьев порядка Букоцветные (Fagales). По современной классификации APG IV по состоянию на декабрь 2023 года в него включается 3 рода и 53 ботанических вида.

## Классификация
В ранних классификациях семейство состояло из трёх родов, при этом некоторые ботаники выделяли часть видов из рода Восковница в четвёртый род Морелла (Morella). Род Восковница (Myrica) включал около 35 видов, роды Canacomyrica и Комптония — по одному. По современной классификации APG IV род Морелла является синонимичным названием и все его виды включены в род Восковница.

### Таксономия
- Myricaceae  Rich. ex Kunth, 1817, Nov. Gen. Sp. (quarto ed.) 2: 16

Семейство Восковницевые включается в порядок Букоцветные (Fagales), последовательно входящий в клады Фабиды → Розиды→ Суперрозиды → Эвдикоты → Цветковые растения. Таксономическая схема в соответствии с Системой APG IV по состоянию на декабрь 2023 года:
|  |                          |  |                                   |                     |                         |  | еще 6 семейств |        |  |         |
|  |                          |  |                                   |                     |                         |  |                |        |  |         |
|  |                          |  |                                   | порядок Букоцветные |                         |  |                |        |  |         |
|  |                          |  |                                   |                     |                         |  |                |        |  | 53 вида |
|  | клада Цветковые растения |  |                                   |                     | семейство Восковницевые |  |                | 3 рода |  |         |
|  | клада Цветковые растения |  |                                   |                     |                         |  |                | 3 рода |  |         |
|  |                          |  | ещё 63 порядка цветковых растений |                     |                         |  |                |        |  |         |
|  |                          |  |                                   |                     |                         |  |                |        |  |         |

## Роды
- Canacomyrica Guillaumin
- Comptonia L'Hér. ex Aiton — Комптония
- Myrica L. — Восковница